# Fernand-Georges Gaucher
Fernand-Georges Gaucher, francoski general, * 1879, † 1948.